# Carrie Lightbound
Carrie Lightbound (Laval, 8 de agosto de 1979) es una deportista canadiense que compitió en piragüismo en la modalidad de aguas tranquilas. Ganó dos medallas de oro en los Juegos Panamericanos de 1999.

## Palmarés internacional
| Juegos Panamericanos | Juegos Panamericanos | Juegos Panamericanos | Juegos Panamericanos |
| Año                  | Lugar                | Medalla              | Competición          |
| -------------------- | -------------------- | -------------------- | -------------------- |
| 1999                 | Winnipeg (Canadá)    | Medalla de oro       | K2 500 m             |
| 1999                 | Winnipeg (Canadá)    | Medalla de oro       | K4 500 m             |